# Moammed Sceab
Moammed Sceab (in arabo محمد شهاب‎?; Alessandria d'Egitto, 23 gennaio 1887 – Parigi, 9 settembre 1913) è stato un poeta libanese.

## Biografia
Discendente da emiri libanesi nomadi, fu amico d'infanzia di Giuseppe Ungaretti, anch'egli nato ad Alessandria d'Egitto. Qui frequentarono insieme il liceo svizzero di lingua francese  École Suisse Jacot e il circolo culturale socialista e anarchico "Baracca rossa" di Enrico Pea.
Si ritrovarono a Parigi, complice il comune amore per la poesia, e qui soggiornarono condividendo lo stesso domicilio all'hotel Rue de Carmes. Uniti emotivamente e artisticamente dalla stessa sofferenza per la comune condizione di "apolidi sradicati", continuarono qui la loro produzione letteraria. Mohammed scrisse con lo pseudonimo di "Marcèl". Incapace di superare la sua crisi di identità,  divenuto dipendente dall'uso dell'assenzio, Shehab morì suicida nel suo appartamento il 9 settembre 1913, dopo avere distrutto tutta la sua opera letteraria, di cui non ci resta più traccia se non nelle note di Ungaretti che la descrive come scritta in "purissimo francese" e fortemente legata alla ragione e alla logica, quasi in antitesi con la sua "poesia dell'inesprimibile".
A lui Ungaretti, nel 1916, dedicò la poesia "In memoria", che apre la sua raccolta d’esordio Il porto sepolto, scritta durante la prima guerra mondiale mentre serviva come militare a Locvizza sul fronte del Carso. Shehab viene ricordato nella poesia come "alter ego" del poeta italiano e vittima di una sorte e di una fine che avrebbe potuto essere la stessa per entrambi. Della figura di Shehab, nel 1963 in un'intervista al Corriere della Sera, Ungaretti disse: "simbolo di una crisi delle società e degli individui che ancora perdura, derivata dall’incontro e scontro di civiltà diverse e dall’urto e conseguenti sconvolgimenti tra tradizioni politiche e il fatale evolversi storico dell’umanità".